# Semiplano
Na Geometria euclidiana, toda reta de um plano divide-o em dois semiplanos, tal postulado encontra-se descrito na obra "Os Elementos" de Euclides.